# La alberca de los nadies
La alberca de los nadies es una película dramática mexicana de 2022, dirigida por José Luis Solís, producida por Damián Cano, Hugo Espinosa y Brenda Hinojosa, y protagonizada por María Mercedes Coroy, Alex Bautista, Manuel Domínguez, Antonio Trejo Sánchez y Katzir Meza.

## Sinopsis
Un migrante indígena llamado Alex se somete a la prueba definitiva, obligado a ingresar al inframundo criminal solo para vivir un día más. Anayeli, otra migrante indígena, lucha por salvar la vida de su hijo por nacer, así como la suya propia. Ambos harán cosas impensables para sobrevivir.

## Reparto
- María Mercedes Coroy como Anayeli[1]
- Alex Bautista como Alex[1]
- Manuel Domínguez[1]
- Antonio Trejo Sánchez[1]
- Katzir Meza[1]
- Carlos Gueta[1]
- David Colorado[1]
- Bety Mancia[1]
- Verónica Andrés Jesús[1]

## Rodaje
La filmación de la cinta se llevó a cabo en el municipio de García, en el estado de Nuevo León, México.